# George A. Bartlett
George Arthur Bartlett (San Francisco, 30 november 1869 - Reno (Nevada), 1 juni 1951) was een Amerikaans jurist en Democratisch politicus.
Bartlett werd geboren in 1869 in San Francisco en verhuisde met zijn ouders naar Eureka in Nevada. Hij studeerde in 1894 af bij de rechtenfaculteit van de Universiteit van Georgetown. Bartlett werd datzelfde jaar toegelaten tot de balie van Nevada. Hij begon toen te werken als jurist en verscheen in verschillende rechtbanken in Nevada. In 1889 en 1890 was Bartlett district attorney van Eureka County. In 1902 verhuisde hij naar Tonopah en was toen advocaat. Tussen 1907 en 1911 was hij twee termijnen afgevaardigde van het at-large congresdistrict van Nevada in het Huis van Afgevaardigden. Bartletts eerste termijn duurde van 4 maart 1907 tot en met 3 maart 1909. Zijn tweede termijn duurde van 4 maart 1909 tot en met 3 maart 1911.
Na zijn twee termijnen als volksvertegenwoordiger stelde Bartlett zich niet kandidaat voor een derde termijn, maar zette hij zijn carrière als jurist voort. Op 3 maart 1915 werd hij assistent van de district attorney van Nevada en bleef in die functie totdat hij aftrad op 30 maart 1918. Twee dagen later werd Bartlett benoemd tot rechter van de Second Judicial District Court van Nevada. Dat bleef hij doen met een pauze van twee jaar tot januari 1931. Vervolgens legde hij zich toe op de private beoefening van het recht. Hij schreef in zijn leven een aantal boeken en stierf in 1951 in de stad Reno. Bartlett ligt begraven in de Mountain View Cemetery.